# انکیلا کلاویخو
انکیلا کلاویخو (انگلیسی: Ángela Clavijo؛ زادهٔ ۱ سپتامبر ۱۹۹۳) بازیکن فوتبال اهل کلمبیا است.
وی همچنین در تیم ملی فوتبال تیم ملی فوتبال زنان کلمبیا بازی کرده‌است.